# Euronews

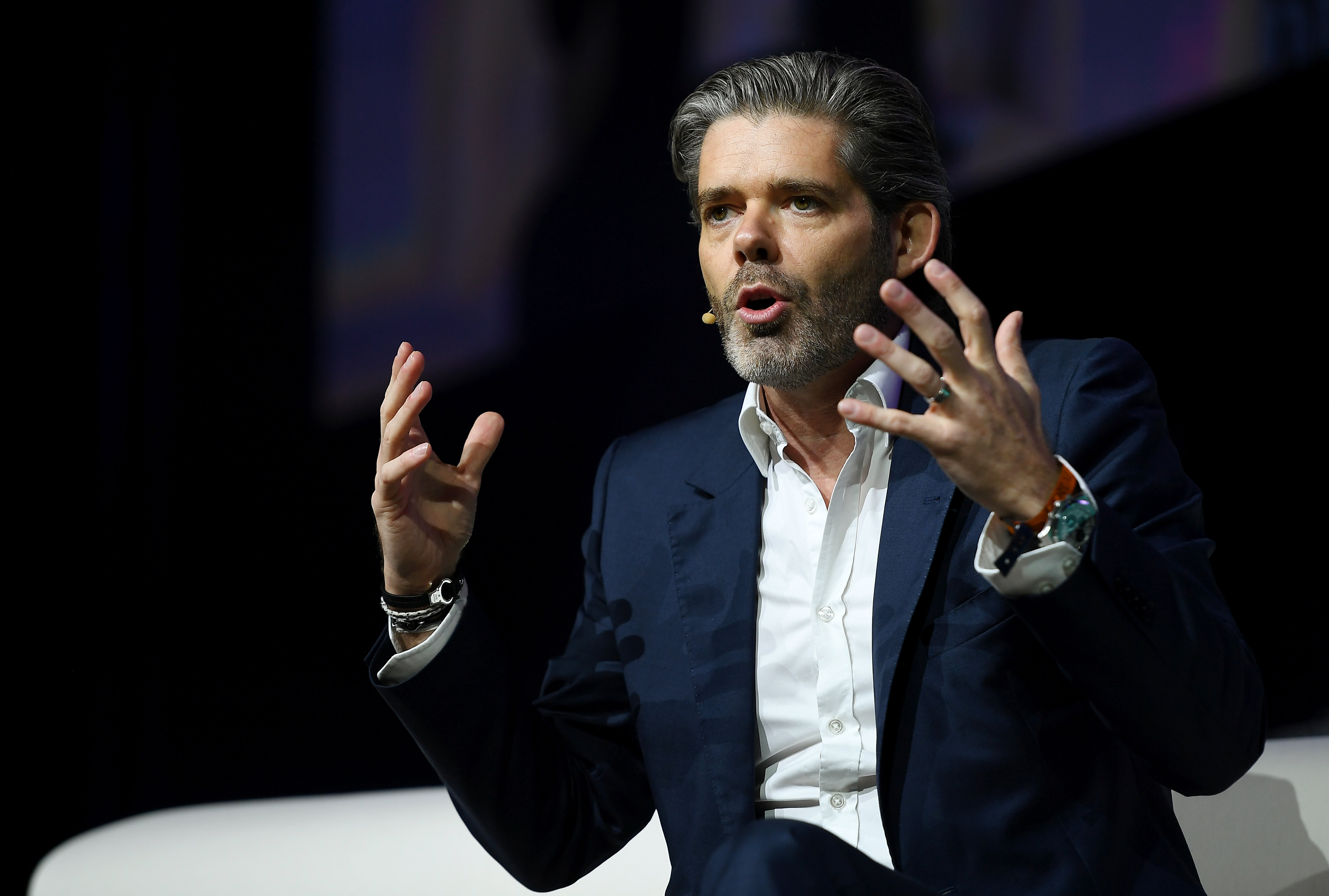
Der damalige Vorstandsvorsitzende Michael Peters im Jahr 2018

Euronews (Eigenschreibweise auch: euronews) ist ein paneuropäischer Fernsehsender mit Sitz in Brüssel. Er ging am 1. Januar 1993 mit einem Nachrichtenprogramm auf Sendung.
Als gemeinschaftliches Eigentum einer Reihe von EBU-Sendern gegründet, hielt seit 2015 Media Globe Networks von Naguib Sawiris den überwiegenden Anteil an dem Sender. Die portugiesische Kapitalgesellschaft Alpac Capital übernahm im Mai 2022 die Anteile Sawiris’, die 88 Prozent der Gesamtanteile des Senders ausmachten. Alpac Capital hat personelle Verbindungen zur ungarischen Regierung Viktor Orbáns und erhielt von ihr Gelder zur Übernahme von Euronews.

## Programm

### Programmaufbau
Mehrmals pro Stunde werden Nachrichten ausgestrahlt. Die frühere Untergliederung in Blöcke von Nachrichten-, Sport- und Wirtschaftsmeldungen besteht nicht mehr. Zudem gehören Magazinsendungen, Reportagen und Interviews zum Programm.
Ab 2018 wurde eine moderierte Nachrichtensendung ausgestrahlt. Die deutschsprachige Version hieß „Euronews am Abend“ und wurde um 19 Uhr MEZ gesendet und mehrmals wiederholt. Die vorerst letzte Sendung war Mitte Januar 2020.
Das wohl bekannteste Format von Euronews ist No Comment (ohne ‚Kommentar‘), das aktuelle Bilder aus aller Welt ganz ohne gesprochenen Kommentar präsentiert und dem Zuschauer eine eigene Urteilsbildung ermöglicht, wobei aber eine implizite Kommentierung durch Bildauswahl, Perspektive und Schnitt bestehen bleibt. Dieses Format wird als No Comment Live bezeichnet, wenn es live gesendet wird. No Comment ist auch als Video-Podcast verfügbar.
Ergänzt wird das Programm durch Börsenkurse (markets), das Weltwetter kurz vor der halben und das Europawetter (meteo europe) vor der vollen Stunde. Außerdem gibt es das Format meteo airport, das Wetterdaten von internationalen Flughäfen anzeigt. Wichtige Ereignisse wie Wahlen oder Eilmeldungen werden direkt übertragen.
Auf dem englischsprachigen Kanal wurden Nachrichtensendungen mit einem Nachrichtensprecher zugunsten eines Voiceover-Formats bis Ende 2022 eingestellt. Der Sender hat zudem Anfang 2023 einen Live-Ticker mit Meldungen des Kurznachrichtendienstes Twitter in sein Nachrichtenformat integriert, zudem soll die Gestaltung des Kanals Videos im Hochformat, etwa von Smartphones, besser unterstützen. Für kommerzielle Partner bietet Euronews Partnerschaften in verschiedenen Sparten, darunter Reise (Travel), Kultur (culture) und Wirtschaft (Business) an.

### Empfang
Der Sender strahlte bis zum 10. Mai 2017 sein Programm gleichzeitig auf Englisch, Französisch, Deutsch, Italienisch, Portugiesisch, Spanisch, Russisch, Arabisch, Türkisch, Persisch, Ukrainisch, Griechisch und Ungarisch aus und war bis dahin nach eigenen Angaben in rund 350 Millionen Haushalten in 155 Ländern zu empfangen. Ab dem 10. Mai 2017 wurde jedoch das bisherige Multiplexverfahren, das seit der Gründung des Senders 1993 zum Einsatz kam und bedeutete, dass es ein einziges Videosignal in mehreren Sprachen gab, aufgegeben und durch zwölf in eigener Benennung Premium-Ausgaben auf mehreren Plattformen ersetzt. Die Einblendungen sind seither in der jeweiligen Sprache zu sehen. Zu empfangen sind die zwölf unterschiedlichen Versionen auf unterschiedlichen Wegen: Auf Deutsch, Englisch (auch HD), Französisch, Griechisch, Ungarisch, Italienisch und Russisch ist Euronews sowohl via Satellit als auch über IPTV verfügbar. Die portugiesische, spanische und türkische Version wird nur über IPTV verbreitet. Eine arabische und eine persische Ausgabe werden nur online angeboten. Ab 2018 sollte Euronews auch in Nord- und Südamerika über IP-Netze verfügbar sein.
Der Sender strahlt sein Programm über Antenne, Kabel, Satellit, Internet via Livestream sowie über die Plattform Livestation aus. Daneben ist es über Freenet TV connect als Livestream empfangbar.
Auf Satellit ist die deutsche Version von Euronews auf Astra 1P 11376/V/22000 in SD verfügbar.
Zudem unterhält Euronews mehrere sprachregionale Kanäle bei YouTube, wo regelmäßig Beiträge aus dem laufenden Programm zum Abruf bereitgehalten werden.
Auch im Internetfernsehen kann Euronews über Plattformen wie Zattoo empfangen werden.
Im Jahr 2022 war Euronews in 160 Ländern zu empfangen.

## Produktion

### Büros
Euronews unterhielt im Jahr 2022 Büros in Athen, Berlin, Brüssel, Dubai, Johannesburg, London, Luanda, Lyon, Paris und Singapur.

### Eigentümer
Der Eigentürmer des Senders, das Unternehmen Euronews SA, war im Juni 2024 zu 97,6 % in den Händen der portugiesischen Kapitalgesellschaft Alpac Capital, die 2022 die Anteile des ägyptischen Unternehmers Naguib Sawiris erworben hatte.
Minderheitseigentümer waren im Juni 2024 der maltesische Sender PBS, die marokkanische Rundfunkgesellschaft SNRT und ein Unternehmen aus Abu Dhabi, ADMIC.
Euronews begann als eine Kooperation verschiedener überwiegend öffentlicher europäischer Rundfunkveranstalter. Bis 2024 verkauften viele der ursprünglichen Partner ihre Anteile, wodurch sich seit Beginn der Privatisierung im Jahr 2015 die ursprünglich multinationale, diverse Teilhaberstruktur zugunsten eines klaren privaten Haupteigentümers verschob.

### Kooperation mit der EU
Ein Vertrag zwischen der EU-Kommission und Euronews sieht die Ausstrahlung EU-relevanter Beiträge von Ereignissen in den Mitgliedstaaten und EU-Beitrittskandidaten sowie in einigen anderen Ländern vor. Im Gegenzug wird Euronews von der EU jährlich mit 24,5 Millionen Euro unterstützt. Aus diesem Grunde sieht sich der Sender der Kritik ausgesetzt, er sende nicht neutral, sondern rücke die EU in ein positives Licht und sende seine Beiträge im Sinne der EU.

## Geschichte

### Anfänge als europäischer Nachrichtensender

Logo von 1998 bis 2008

1982 schuf die Europäische Rundfunkunion (EBU) zu Testzwecken einen Satellitenfernsehkanal namens Eurikon, an dem auch Deutschland beteiligt war. Hieraus ging Europa TV hervor, das von Oktober 1985 bis November 1986 über den Satelliten ECS auf Sendung war und von ARD (Deutschland), NOS (Niederlande), RAI (Italien), RTÉ (Irland) und RTP (Portugal) getragen wurde.
Einen neuen Anfang machte die EBU mit Euronews, das im Juni 1992 von elf Rundfunkveranstaltern aus zehn Ländern gegründet wurde (siehe Tabelle; France Télévisions war damals noch geteilt in Antenne 2 und FR3). Zum Sitz wurde Écully bei Lyon bestimmt, das mit München und Valencia unter 15 europäischen Bewerbern in die Endausscheidung um den Standort des Nachrichtensenders gekommen war. ARD und ZDF beteiligten sich wegen Bedenken der Bundesländer nicht an Euronews und waren außerdem bereits in 3sat und Arte involviert; die BBC hatte 1991 das eigene World Service Television gestartet.
Organisiert war Euronews anfangs über zwei französische Aktiengesellschaften:
- die redaktionelle SECEMIE (Société éditrice de la chaîne européenne multilingue d’information Euronews),[21] deren Inhaber die Rundfunkveranstalter waren, und
- die operative SOCEMIE (Société opératrice de la chaîne européenne multilingue d’information Euronews),[22] die zunächst im Alleineigentum der SECEMIE stand.

Anfang 1993 ging Euronews in den fünf Sprachen Deutsch, Englisch, Französisch, Italienisch und Spanisch auf Sendung.
1995 erwarb das französische Unternehmen Alcatel Alsthom 49 % der Anteile an der SOCEMIE, und 1997 gingen diese Anteile an den britischen Nachrichtenanbieter ITN, bis sie 2003 wieder von der SECEMIE übernommen wurden.

### Neustrukturierung und redaktionelle Modernisierung

Logo von 4. Juni 2008 bis 17. Mai 2016

2009 wurde die SOCEMIE mit der SECEMIE zusammengelegt; die SECEMIE erhielt den Namen Euronews sowie Vorstand und Aufsichtsrat.
Im Mai 2009 übernahm der Rumäne Lucian Sârb das Amt des Redaktionsleiters und sein Landsmann Peter Barabas im September desselben Jahres den Posten des Chefredakteurs. Seit dem 11. Januar 2011 sendet man im 16:9-Breitbild-Format. Mit der Umstellung erhielt der Sender auch einen neuen On-Air-Auftritt. Im Dezember 2011 wurde Michael Peters neuer Vorstandsvorsitzender und damit Nachfolger von Philippe Cayla, der das Amt seit 2003 ausübte. Cayla übernahm die Leitung von Euronews Development und wurde Mitglied des euronews-Aufsichtsrates.
2011 wurde erstmals eine moderierte Sendung unter dem Namen iTalk gesendet. Es handelte sich dabei um ein interaktives Format, das Zuschauern die Möglichkeit gab, Fragen zu Europa zu stellen. Die Sendung wurde in einem im Europäischen Parlament eingerichteten Studio aufgezeichnet und von Alex Taylor moderiert.
Die Ende 2012 auf Sendung gegangene griechischsprachige Version wird nicht im Hauptsitz in Frankreich, sondern in Athen erstellt. Gleiches gilt für das ungarischsprachige Programm (seit 2013), welches in Budapest produziert wird.
Euronews nutzte in erster Linie Agenturmeldungen der dapd Nachrichtenagentur, die jedoch im April 2013 ihren Dienst einstellte.
Am 8. Oktober 2013 wurde anlässlich des 20-jährigen Bestehens von Euronews ein neues On Air Design eingeführt. Dazu wurden einige Intros überarbeitet sowie die Anzeige der Uhrzeit wieder aufgenommen (jetzt abwechselnd diverse Ortszeiten). Außerdem sollen wichtige Ereignisse nun stärker hervorgehoben werden.

### Übernahme durch Naguib Sawiris und Privatisierung

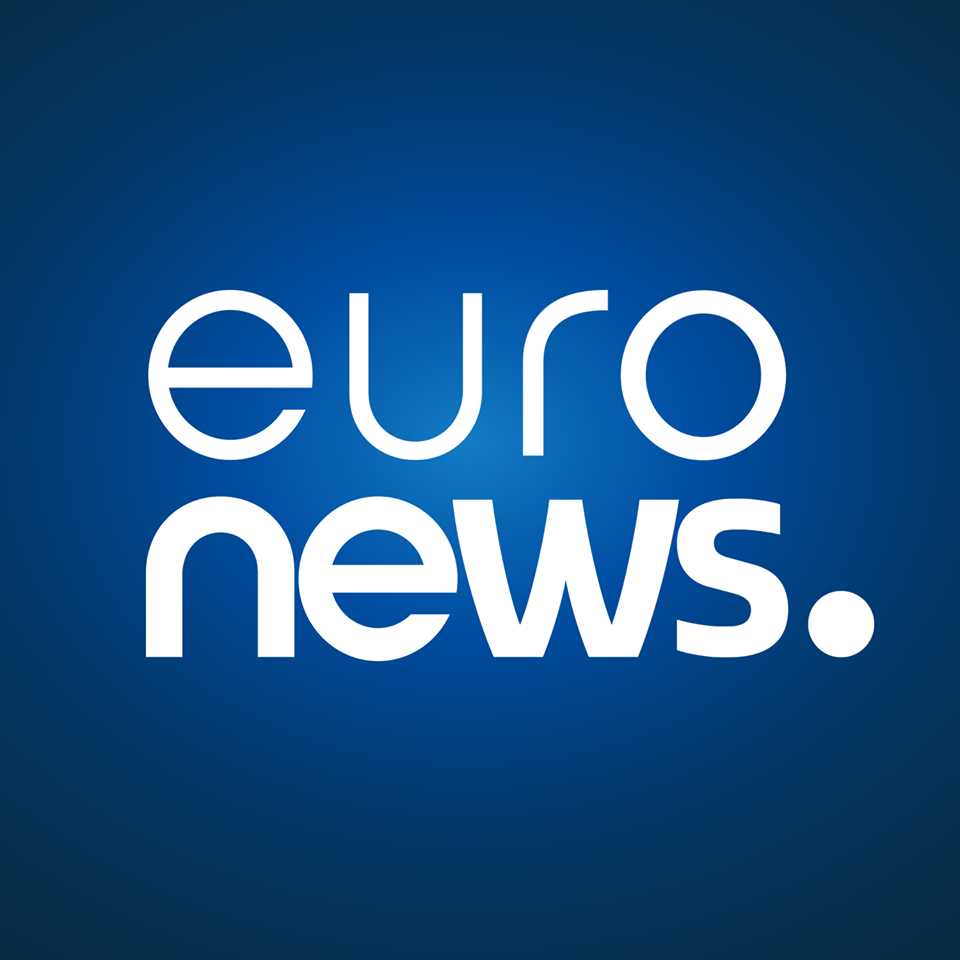
Logo seit 2016

2015 erwarb der ägyptische Unternehmer Naguib Sawiris durch seine in Luxemburg ansässige Gesellschaft Media Globe Networks (MGN) 53 % der Anteile an Euronews.
Am 19. März 2015 wurde bekannt, dass Euronews die Sendelizenz in der Ukraine von der ukrainischen Medienaufsicht entzogen wird. Als Grund wurde ein Mangel an Einflussmöglichkeiten der Behörden auf das ukrainischsprachige Programm angegeben. Ab Dezember 2015 sendete Euronews wieder in der Ukraine.
Im Oktober 2015 verließ der Sender seinen bisherigen Hauptsitz in Écully und zog in ein neues Sendegebäude mit einer Fläche von 10 000 m² im Lyoner Stadtteil La Confluence.
Im April 2016 nahm der in Pointe-Noire (Republik Kongo) ansässige Schwestersender Africanews seinen Betrieb auf. Am 17. Mai 2016 führte der Sender ein neues Logo und Design ein.
Am 10. Mai 2017 führte Euronews zwölf Versionen seines Programms ein. Dadurch wird neben den Tonspuren auch fortan das Fernsehsignal in den jeweiligen Sprachen ausgestrahlt. Dies geht zurück auf ein neues überarbeitetes Konzept von Euronews. Die deutsche Variante hat daher die Satellitenfrequenz gewechselt. Im Mai 2017 wurde der ukrainischsprachige Dienst eingestellt, nachdem Oligarch Dmytro Firtasch dessen Finanzierung eingestellt hatte. Den ukrainischsprachigen Dienst gab es bei Euronews seit 2009.
2017 übernahm das Unternehmen ADMIC aus den Vereinigten Arabischen Emiraten die Euronews-Anteile in Höhe von zwei Prozent, die zuvor das türkische Fernsehen (TRT) gehalten hatte.
2018 baute Euronews in Folge des Eintritts des US-Medienkonzerns NBCUniversal als 25%-Anteilseigner sein englischsprachiges Programm aus; dieses wurde Euronews World getauft. Im Mai 2018 wurde die in Algerien und Tunesien aufgewachsene französisch-amerikanische Journalistin Françoise Champey neue Redaktionsleiterin und damit Nachfolgerin von Lucian Sârb. Im November 2018 wurde die Einrichtung von Euronews Albanien bekanntgegeben, der Sendebetrieb mit 150 Mitarbeitern im Hauptsitz in Tirana wurde am 21. November 2019 nach neunmonatigen Probeläufen aufgenommen, zudem richtete euronews Albanien Außenredaktionen in Skopje und Pristina ein. Mitte Juli 2019 einigte sich das zu Telekom Srbija gehörende serbische Medienunternehmen HD-WIN mit euronews auf die Übernahme des Sendernamens, um als Lizenznehmer den Nachrichtensender euronews Serbien aufzubauen. Nach demselben Prinzip der Lizenzvergabe des Namens Euronews (Media-Franchising) kam wie zuvor mit den albanischen und serbischen Konzernen ebenfalls im Juli 2019 mit dem georgischen Telekommunikationskonzern Silknet eine Vereinbarung über die Einrichtung eines Nachrichtensenders zustande (Euronews Georgien). euronews Georgien ging Mitte September 2020 auf Sendung. Im Sommer 2020 endete die Amtszeit von Redaktionsleiterin Champey.
Am 20. April 2020 wurde bekannt, dass NBC seine Anteile an den Mehrheitseigner von Euronews, den Medienkonzern Media Globe Networks verkauft hat. Grund war der geplante, aber nicht erfolgte Sendestart von NBC Sky World News. Am 6. Januar 2021 wurde der Start eines Ablegers für Rumänien (Euronews Rumänien) bekannt gegeben.
Die französische Tageszeitung Libération kritisierte, dass eine Medienpartnerschaft mit Dubai dazu führe, dass Werbeinhalte in einem redaktionellen Format ausgestrahlt würden, die oft nur schwer als bezahlte Inhalte zu erkennen seien, zudem sei die Berichterstattung über Dubai stark auf touristische Reisen fokussiert und Menschenrechtsverletzungen in dem arabischen Land würden nicht angesprochen. Euronews erwiderte daraufhin, es handle sich dabei um eine gemeinhin gängige Praxis zur Finanzierung des journalistischen Betriebes, dessen Kosten stets eine Herausforderung darstellten. Die redaktionelle Unabhängigkeit sei nicht gefährdet, zudem obliege Euronews der Kontrolle durch den französischen Medienrat CSA. Die Süddeutsche Zeitung sieht diese Entwicklung im Einklang mit einem generellen Wandel von Euronews von einer Sendeanstalt mit dem Ziel einer gesamt-europäischen Perspektive auf das Tagesgeschehen zu einem Privatsender mit Finanzproblemen und Interessenskonflikten. In diesem Zusammenhang betrachtet die SPD-Europaabgeordnete Petra Kammerevert auch die Finanzierung durch die EU-Kommission kritisch, weil so Geld an einen Sender fließe, der nicht mehr in europäischer Hand sei.

#### Eigentumsverhältnisse bis 2022
| Land         | Mitglied der EU bzw. Vorgängerorganisation | (ehemalige) Euronews-Teilhaber*                                        | Zeitraum  |
| ------------ | ------------------------------------------ | ---------------------------------------------------------------------- | --------- |
| Ägypten      | –                                          | ERTU→NMA (Gründungsmitglied)                                           | 1993–     |
| Ägypten      | –                                          | Media Globe Networks (Haupteigentümer ab 2015)                         | 2015–2022 |
| Algerien     | –                                          | EPTV                                                                   | 1993–     |
| Belgien      | seit 1952                                  | RTBF (Gründungsmitglied)                                               | 1993–2022 |
| Bulgarien    | seit 2007                                  | BNT                                                                    |           |
| Finnland     | seit 1995                                  | YLE (Gründungsmitglied)                                                | 1993–?    |
| Frankreich   | seit 1952                                  | France Télévisions (Gründungsmitglied) (zeitweise Hauptteilhaber >20%) | 1993–2022 |
| Frankreich   | seit 1952                                  | Métropole de Lyon Département Rhône Région Auvergne-Rhône-Alpes        | 2012–     |
| Griechenland | seit 1981                                  | ERT (Gründungsmitglied)                                                | 1993–?    |
| Irland       | seit 1973                                  | RTÉ                                                                    | 1998?–    |
| Italien      | seit 1952                                  | RAI (Gründungsmitglied) (zeitweise Hauptteilhaber >20%)                | 1993–2022 |
| Malta        | seit 2004                                  | PBS*                                                                   | 1997?–    |
| Marokko      | –                                          | SNRT*                                                                  | 2008–     |
| Monaco       | –                                          | TMC (Gründungsmitglied)                                                | 1993–     |
| Portugal     | seit 1986                                  | RTP (Gründungsmitglied)                                                | 1993–     |
| Rumänien     | seit 2007                                  | TVR                                                                    | 2004–     |
| Russland     | –                                          | RTR (zeitweise Hauptteilhaber >10%)                                    | 2001–2022 |
| Schweden     | seit 1995                                  | TV4 (privat)                                                           | 2006–     |
| Schweiz      | –                                          | SRG SSR (zeitweise Hauptteilhaber >10%)                                | 1993–2022 |
| Slowenien    | seit 2004                                  | RTVSLO                                                                 | 1994–     |
| Spanien      | seit 1986                                  | RTVE (Gründungsmitglied) (zeitweise Hauptteilhaber >20%)               | 1993–2008 |
| Tschechien   | seit 2004                                  | ČT                                                                     | 1997?–    |
| Tunesien     | –                                          | ERTT→TT                                                                | 1993–     |
| Türkei       | –                                          | TRT (zeitweise Hauptteilhaber >10%)                                    | 2009–2017 |
| Ukraine      | –                                          | NTU→PBCU                                                               | 2006–     |
| USA          | –                                          | NBCU (privat) (zeitweise Hauptteilhaber >20%)                          | 2017–2020 |
| VAE          | –                                          | ADMIC*                                                                 | 2017–     |
| Zypern       | seit 2004                                  | CyBC (Gründungsmitglied)                                               | 1993–     |

* Mit Stern gekennzeichnete Teilhaber hielten im Juni 2024 Minderheitsanteile.

### Übernahme durch Alpac Capital
Im Dezember 2021 gab Euronews bekannt, dass eine Vereinbarung zur Übernahme der Anteile Naguib Sawiris’, die sich mittlerweile auf 88 Prozent beliefen, durch die portugiesische Kapitalgesellschaft Alpac Capital unterzeichnet wurde. Die Übernahme folgte einer Zeit der ökonomischen Instabilität bei Euronews, in der Sawiris mehrfach Kapital zuschießen musste. Zu Beginn des Jahres 2021 kündigte Euronews den Abbau von 30 Stellen in Lyon an und nannte verringerte Werbeeinnahmen durch die Corona-Pandemie als Grund. Infolgedessen traten Mitarbeiter in den Streik.
Am 20. Mai 2022 gab das französische Wirtschaftsministerium die Übernahme frei, wodurch diese offiziell wurde. Zu diesem Anlass gab der russische Sender RTR seine Anteile am Sender ab. Neuer Geschäftsführer wurde der französische Medienunternehmer Guillaume Dubois. Die portugiesische Journalistin Graça Franco wurde Präsidentin der Redaktion. Zum Zeitpunkt der Übernahme fuhr Euronews einen jährlichen Verlust von 13 bis 14 Millionen Euro ein, dies wollte der Sender bis 2023 ausgleichen.
Im September 2022 gaben die belgische RTBF, die italienische RAI, die französische France Télévisions und die schweizerische SSR ihre Anteile an Euronews ab. Im Juni 2024 waren 97,6 % von Euronews im Eigentum von Alpac Capital. Minderheitseigentümer waren im Juni 2024 der maltesische Sender PBS, die marokkanische Rundfunkgesellschaft SNRT und ein Unternehmen aus Abu Dhabi, ADMIC, die bereits vor der Übernahme am Sender beteiligt waren. 2024 wurde Dubois im Amt des Geschäftsführers von Claus Strunz abgelöst.

#### Verbindungen zur ungarischen Regierung
Der ehemalige Abgeordnete des Europaparlaments Mário David ist Vater des Vorstandsvorsitzenden von Alpac Capital, Pedro Vargas David. Mário David ist Berater des ungarischen Premierministers Viktor Orbán. 2016 zeichnete Orbán David mit einem Orden für dessen Verdienste um die Interessen des ungarischen Volkes aus und dankte ihm für seine „Unterstützung, die signalisiere, dass Ungarn einen Platz in Europa habe, entgegen der Angriffe von Kritikern“. Alpac Capital hat Gelder aus ungarischen Investionsbanken erhalten und der ungarische Außenminister Péter Szijjártó war auf einer Veranstaltung anwesend, auf der ein neuer Investment-Fonds von Alpac Capital vorgestellt wurde. Pedro Vargas David arbeitete zudem für das ungarische Unternehmen Metalcom eines ehemaligen Fidesz-Kandidaten, das von der ungarischen Regierung mit dem Bau eines Grenzzaunes beauftragt worden war.
Diese Nähe von Alpac Capital zur ungarischen Regierung fand 2021 in Medien wie dem Polit-Nachrichten-Magazin Politico, dem Europa-Nachrichtenportal Euractiv und dem Radio Free Europe ein kritisches Echo. Sie äußerten die Befürchtung, der neue Eigentümer werde die redaktionelle Unabhängigkeit von Euronews gefährden. Politico zitiert die Direktorin der Denkfabrik Mertek Media Monitor, Ágnes Urbán, die vermutet, Euronews könne eine „pseudo-unabhängige“ Medienanstalt werden, die scheinbar unabhängig berichte, in Wahrheit aber eine Orbán-freundliche Linie vertrete. Sie sieht darin Ähnlichkeiten mit der Gründung der Medienorganisation KESMA, die in Ungarn die öffentliche Meinung kontrolliere. Der Europa-Abgeordnete der Grünen Daniel Freund äußerte 2021 ähnliche Sorgen, weil Orbán bereits in der Vergangenheit Medien erworben und danach politisch beeinflusst habe. Euronews wies diese Kritik zurück und behauptete, die Befürchtungen jedweden Einflusses auf die redaktionelle Unabhängigkeit seien „unbegründet“. Orbán selbst bestätigte, er kenne Mário David aus der Arbeit in der EPP-Fraktion im EU-Parlament und sie seien beide in der Führung der Zentristischen Demokratischen Internationalen, das sei jedoch „alles, und nichts weiter“.
Das ungarische Magazin Direkt36 konnte zusammen mit der französischen Zeitung Le Monde und der portugiesischen Zeitung Expresso im April 2024 nachweisen, dass 45 Millionen Euro von der ungarischen Regierung an die Kapitalgesellschaft EFMI (European Future Media Investment Fund) geflossen waren, damit diese die Übernahme von Euronews durch Alpac Capital finanzieren könne. Dazu kamen 12,5 Millionen Euro des ungarischen, regierungsnahen Medienunternehmens New Land Media. Im Zuge der Veröffentlichung begann die portugiesische Medienaufsicht ERC gegen das Alpac-Tochterunternehmen Newsplex wegen eines möglichen Verstoßes gegen Transparenzbestimmungen zu ermitteln. Newsplex hatte zeitgleich mit der Euronews-Übernahme die portugiesischen Medien Nascer do Sol und „i“ gekauft.

#### Verlagerung der Sendezentrale von Lyon nach Brüssel
Im März 2023 wurde bekannt, dass Euronews die Sendezentrale in Lyon verkaufen wolle und eine neue Zentrale in Brüssel eröffnen werde. Zudem wurde die Entlassung von 198 (davon 123 Redaktionsmitglieder) der insgesamt 478 Mitarbeiter angekündigt, weit mehr als noch im Jahr 2021 genannt. In Lyon verblieben die Redaktionen in den Sprachen französisch, persisch und russisch sowie zunächst auch die Magazinredaktion (deren spätere Auslagerung vorgesehen war) und damit insgesamt höchstens 142 Mitarbeiter, während rund 70 Journalisten die neue Redaktion in Brüssel aufbauen sollten. Die FAZ sieht die Erwartung von EU-Subventionen als ein Motiv für den Umzug. Der Umzug nach Brüssel war im April 2024 abgeschlossen. Bereits Ende 2023 war die Einrichtung von Redaktionsräumen in Berlin, Lissabon, Madrid und Rom vollzogen worden.

## Sprachversionen
- seit 1993: Deutsch, Englisch, Französisch, Italienisch, Spanisch
- seit 1999. Portugiesisch
- seit 2001: Russisch
- seit 2008: Arabisch (nurmehr Website)
- seit 2010: Türkisch (nurmehr Website), Persisch (nurmehr Website)
- 2011–2017: Ukrainisch
- seit 2012: Griechisch
- seit 2013: Ungarisch
- seit 2019: Albanisch (IN TV Media)
- seit 2020: Georgisch (Silknet)
- seit 2021: Serbisch (Telekom Srbija)
- seit 2022: Bulgarisch (TV Europa)
- seit 2022: Rumänisch (UPB Sigma TV)
- seit 2025: Polnisch (Testausstrahlung des Gottesdienstes in dieser Sprache: 2011)

## Euronews radio

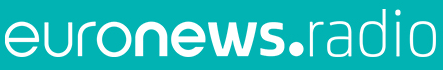
Logo von euronews radio

Euronews Radio war ab 2012 ein paneuropäischer 24-Stunden-Nachrichtenradiosender. Es gab halbstündlich Nachrichtensendungen sowie Sport, Wetter und Nachrichten aus dem Wirtschafts-, Kultur- und Filmbereich. Euronews radio war in sechs Sprachen verfügbar: Deutsch, Englisch, Französisch, Italienisch, Spanisch und Russisch. Der letzte Podcast trägt das Datum 13. Juli 2021; lediglich beim albanischen Franchise gibt es weiterhin einen Podcast.

## Verbote
Seit dem 12. April 2021 verbietet das Informationsministerium der Republik Belarus die Ausstrahlung von Euronews in Belarus.
Seit dem 21. März 2022 verbietet die Medienaufsicht von Russland den Fernsehsender Euronews in Russland.